# رفراف
رفراف (به عربی: رفراف) یک منطقهٔ مسکونی در تونس است که در استان بنزرت واقع شده‌است. رفراف ۹٬۸۵۰ نفر جمعیت دارد.